# جون ميلز (سياسي)
جون ميلز (بالإنجليزية: John Digby Mills)‏ هو سياسي بريطاني (وحمل سابقاً جنسية المملكة المتحدة لبريطانيا العظمى وأيرلندا)، ولد في 29 سبتمبر 1879، وتوفي في 2 يوليو 1972. حزبياً، نشط في حزب المحافظين. في الانتخابات الفرعية في مجلس العموم البريطاني ‏، انتخب عضو برلمان المملكة المتحدة الـ36 عن دائرة New Forest and Christchurch (UK Parliament constituency) ‏ (9 فبراير 1932 – 25 أكتوبر 1935) وفي الانتخابات العامة في المملكة المتحدة 1935 ‏، انتخب عضو برلمان المملكة المتحدة الـ37 عن دائرة New Forest and Christchurch (UK Parliament constituency) ‏ (14 نوفمبر 1935 – 15 يونيو 1945).